# Barro (Charente)
Barro ist eine französische Gemeinde mit 410 Einwohnern (Stand: 1. Januar 2022) im Département Charente in der Region Nouvelle-Aquitaine (vor 2016 Poitou-Charentes); sie gehört zum Arrondissement Confolens und zum Kanton Charente-Nord. Die Einwohner werden Barrotois genannt.

## Geographie
Barro liegt etwa 40 Kilometer nordnordöstlich von Angoulême an der Charente. Barro wird umgeben von den Nachbargemeinden Condac im Norden, Bioussac im Nordosten, Nanteuil-en-Vallée im Osten und Südosten, Verteuil-sur-Charente im Süden, Villegats im Westen sowie Ruffec im Nordwesten.

## Bevölkerungsentwicklung
| Jahr                       | 1962 | 1968 | 1975 | 1982 | 1990 | 1999 | 2006 | 2018 |
| Einwohner                  | 254  | 223  | 206  | 231  | 258  | 265  | 333  | 411  |
| Quellen: Cassini und INSEE |      |      |      |      |      |      |      |      |

## Sehenswürdigkeiten
- Kirche Saint-Pierre aus dem 12. Jahrhundert

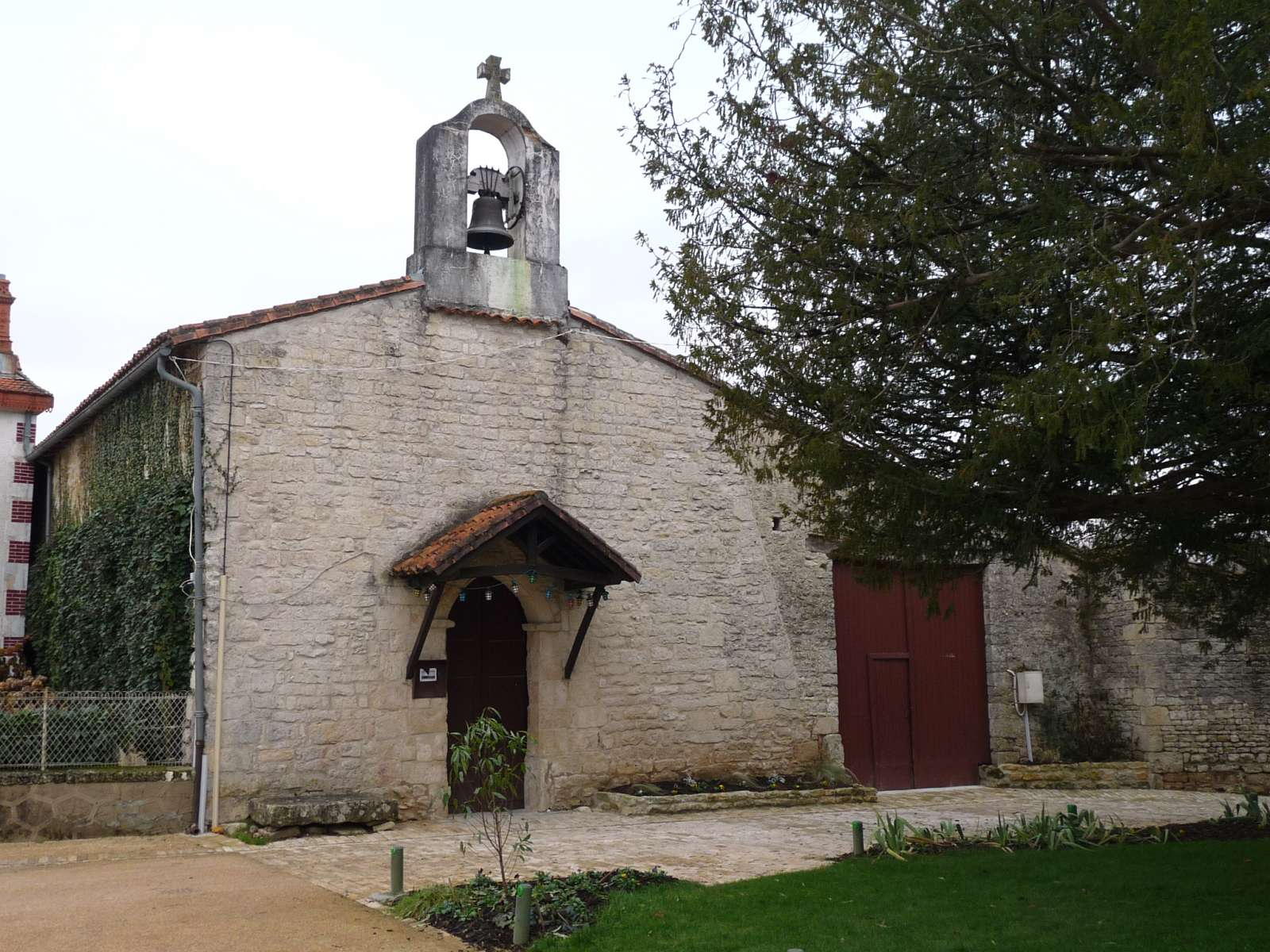
Kirche Saint-Pierre